# Кхо
Кхо (читральцы) — народ, основное население округа Читрал на севере Пакистана. Язык кхо — кховар, относится к дардской группе индоиранской ветви индоевропейской семьи языков. По религии большинство кхо — мусульмане-исмаилиты. Занимаются земледелием и скотоводством; ремесленники, особенно кузнецы, славятся у соседних народов. Общественный уклад, быт и семейные отношения кхо изучены слабо.